# Субпроцес

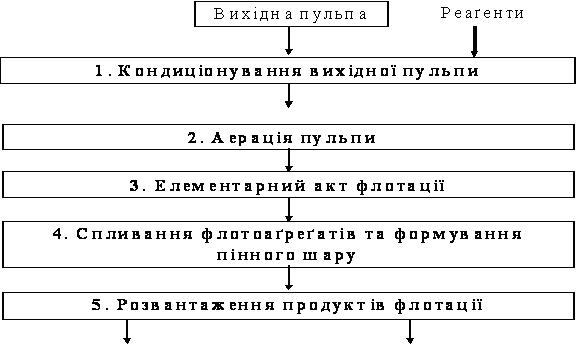
Феноменологічна модель пінної флотації. Показані субпроцеси флотації.

Субпроцес (англ. subprocess, нім. Subprozess m) – явище або дія, сукупність яких складає процес. Часто як С. виступає елементарний процес. 
Наприклад, субпроцесами процесу флотації є: кондиціонування вихідної пульпи, аерація пульпи, елементарний акт флотації, піднімання (спливання) флотоаґреґатів на поверхню пульпи, розвантаження пінного і камерального продуктів. 